# FC Shirak Gyumri

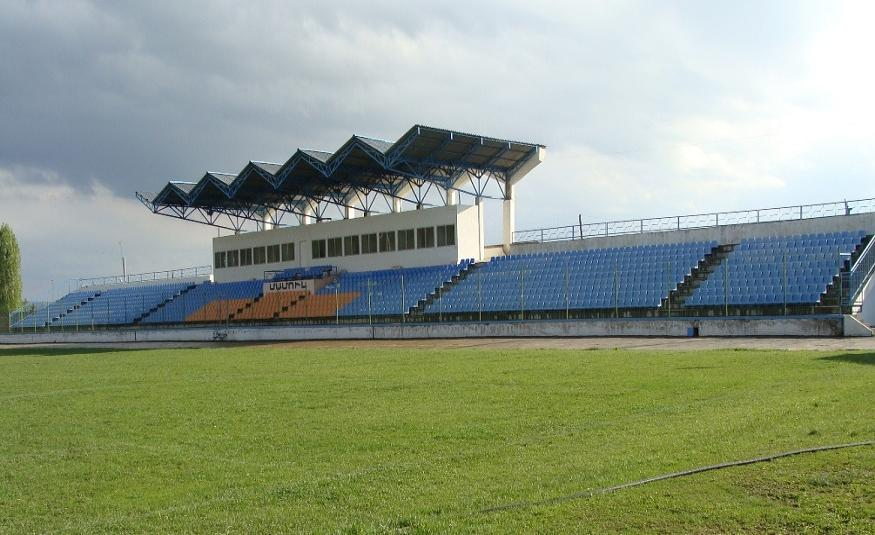
El Gyumri City Stadium

El FC Shirak (en armenio: Ֆուտբոլային Ակումբ Շիրակ) es un club de fútbol de Armenia de la ciudad de Guiumri. Fue fundado en 1958 y juega en la Liga Premier de Armenia.

## Historia
Fue fundado en 1958. Durante la década de los años 1970 jugó con el nombre Olympia y jugaba en la Primera Liga de la Unión Soviética hasta la independencia de Armenia en 1991.
Es uno de los equipos más viejos de Armenia y han producido jugadores que han jugado para Armenia como Artur Petrosyan y Harutyun Vardanyan e incluso han puesto jugadores en el extranjero.

### Cronología
- 1958: Fundado como Shirak FC Leninakan
- 1970: Cambia su nombre por Olympia Leninakan
- 1981: Cambia su nombre por Shirak FC Leninakan
- 1991: Cambia su nombre por Shirak FC Gyumri
- 1992: Equipo fundador y primer campeón de la Primera División de Armenia
- 1994: Segundo título de liga
- 1995: Tercera liga y debut en competición europea (Copa de la UEFA)

## Palmarés

### Torneos nacionales
- Liga Premier de Armenia (5): 1992, 1994, 1995, 1999, 2012-13
- Copa de Armenia (2): 2011-12, 2016-17
- Supercopa de Armenia (5): 1996, 1999, 2002, 2013, 2017

## Participación en competiciones de la UEFA
| Temporada | Torneo                | Ronda            | Club                 | Ida | Vuelta      | Global      |
| --------- | --------------------- | ---------------- | -------------------- | --- | ----------- | ----------- |
| 1995–96   | UEFA Cup              | Preliminar       | Zagłębie Lubin       | 0–0 | 0–1         | 0–1         |
| 1996–97   | UEFA Cup              | Preliminar       | Anorthosis Famagusta | 0–4 | 2–2         | 2–6         |
| 1998–99   | UEFA Cup              | Clasificatoria 1 | Malmö                | 0–2 | 0–5         | 0–7         |
| 1999–2000 | UEFA Cup              | Clasificatoria 1 | HJK                  | 0–2 | 1–0         | 1–2         |
| 2000–01   | UEFA Champions League | Clasificatoria 1 | BATE                 | 1–1 | 1–2         | 2–3         |
| 2001      | UEFA Intertoto Cup    | 1                | Tatabánya            | 3–2 | 1–3         | 4–5         |
| 2002      | UEFA Intertoto Cup    | 1                | Santa Clara          | 0–2 | 3–3         | 3–5         |
| 2003–04   | UEFA Cup              | Clasificatoria   | Nordsjælland Farum   | 0–4 | 0–2         | 0–6         |
| 2004–05   | UEFA Cup              | Clasificatoria 1 | Tiraspol             | 1–2 | 0–2         | 1–4         |
| 2012–13   | UEFA Europa League    | Clasificatoria 1 | Rudar Pljevlja       | 1–0 | 1–1         | 2–1         |
| 2012–13   | UEFA Europa League    | Clasificatoria 2 | Bnei Yehuda Tel Aviv | 0–2 | 0–1         | 0–3         |
| 2013–14   | UEFA Champions League | Clasificatoria 1 | Tre Penne            | 3–0 | 0–1         | 3–1         |
| 2013–14   | UEFA Champions League | Clasificatoria 2 | FK Partizan          | 1–1 | 0–0         | 1–1         |
| 2014–15   | UEFA Europa League    | Clasificatoria 1 | Shakhter Karagandy   | 1–2 | 0–4         | 1–6         |
| 2015–16   | UEFA Europa League    | Clasificatoria 1 | HŠK Zrinjski Mostar  | 2–0 | 1–2         | 3–2         |
| 2015–16   | UEFA Europa League    | Clasificatoria 2 | AIK Fotboll          | 0–2 | 0–2         | 0–4         |
| 2016–17   | UEFA Europa League    | Clasificatoria 1 | Dila Gori            | 0–1 | 1–0 (a.e.t) | 1–1 (4–1 p) |
| 2016–17   | UEFA Europa League    | Clasificatoria 2 | Spartak Trnava       | 1–1 | 0–2         | 1–3         |
| 2017-18   | UEFA Europa League    | Clasificatoria 1 | ND Gorica            | 0–2 | 2-2         | 2-4         |
| 2020-21   | UEFA Europa League    | Clasificatoria 1 | FCSB                 | –   | 0–3         | 0–3         |

- Los partidos de local en Negrita

### Récord europeo
| Torneo                | J  | G | E  | P  | GF | GC | GD    |
| --------------------- | -- | - | -- | -- | -- | -- | ----- |
| UEFA Champions League | 6  | 1 | 3  | 2  | 6  | 5  | (+1)  |
| UEFA Europa League    | 26 | 4 | 6  | 16 | 14 | 46 | (−32) |
| UEFA Intertoto Cup    | 4  | 1 | 1  | 2  | 7  | 10 | (−3)  |
| Total                 | 36 | 6 | 10 | 20 | 27 | 61 | (−34) |

## Entrenadores
| - Akop Durgaryan (1958) - Hayk Andriasyan (1959–61) - Albert Abramyan (1962–64) - Hayk Andriasyan (1965–66) - Bagdasar Movsisyan (1967) - Akop Durgaryan (1968) - Hayk Andriasyan (1969) - Sarkis Ovivyan (1970) - Narek Mnatsakanyan (1971) - Sergey Mkhitaryan (1971–74) - Stepan Matevosyan (1975) - Sergey Mkhitaryan (1976–78) - Zhak Suprikyan (1979) | - Abramyan (1980) - Oganes Mantarlyan (1981) - Sergey Mkhitaryan (1982–83) - Andranik Adamyan (1984–85) - Zhora Bargesyan (1986) - Sergey Mkhitaryan (1987–88) - Zhora Bargesyan (1989–90) - Andranik Adamyan (1991–04) - Zhora Bargesyan (2005–09) - Vardan Bichakhchyan (2009–10) - Samvel Petrosyan (2010–11) - Vardan Bichakhchyan (Julio 2011–2012) - Ararat Harutyunyan (2012–presente) |

## Jugadores

### Jugadores destacados
- Sargis Karapetyan
- Arthur Petrosyan
- Harutyun Vardanyan
- Avetis Avetisian